# Celina (województwo dolnośląskie)
Celina – osada w Polsce, położona w województwie dolnośląskim, w powiecie oławskim, w gminie Jelcz-Laskowice.
Do 2023 r. miejscowość była przysiółkiem wsi Biskupice Oławskie.
W latach 1975–1998 przysiółek administracyjnie należał do ówczesnego województwa wrocławskiego.